# Circuit de Laguna Seca

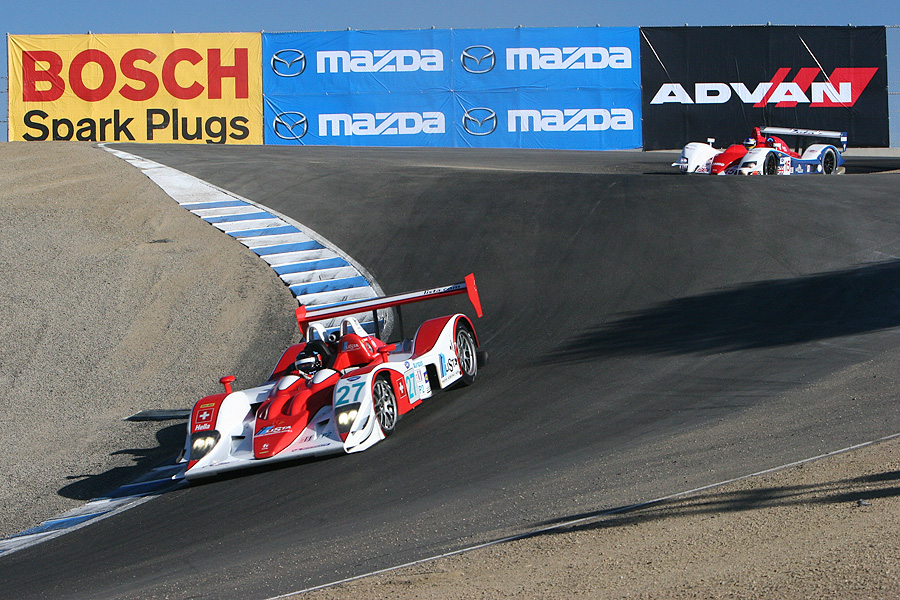
Le Corkscrew, exemple typique d'un virage en « S » en dévers.

Le circuit de Laguna Seca (appelé commercialement « WeatherTech Raceway Laguna Seca » et précédemment « Mazda Raceway Laguna Seca » , du nom des commanditaires), est un circuit automobile situé aux États-Unis près de la ville de Monterey, en Californie. D'une longueur de 3,602 km, c'est un circuit devenu très populaire qui accueille aussi bien les voitures que les motos.
Réputé pour sa difficulté technique ainsi que pour son relief, dont le dénivelé total atteint 55 mètres, ce circuit est notamment connu pour son fameux virage en dévers surnommé le « Corkscrew » (littéralement, le « tire-bouchon »), en fait couvrant les virages 8 et 8A.

## Historique
Le circuit de Laguna Seca est bâti en 1957. Le premier à y remporter une course est Pete Lovely, au volant de sa Ferrari, le 9 novembre 1957.
Le circuit a accueilli jusqu'en 2004 une manche du Champ Car, anciennement le championnat CART. Il a également accueilli les manches de nombreux championnats américains tels l'American Le Mans Series ou le Grand-Am, et accueille toujours en 2023 une manche de leur successeur, l'IMSA WeatherTech SportsCar Championship, ainsi qu'une manche de l'Indycar Series. 
Le premier Grand Prix moto des États-Unis s'y tient de 1988 à 1994. Il est ensuite rénové pour de nouveau accueillir un Grand Prix MotoGP de 2005 jusqu'en 2013.
Depuis 2001, il était appelé « Mazda Raceway Laguna Seca », la marque Mazda ayant acquis les droits sur son nom. Le 1er avril 2018, il prend le nom de son nouveau sponsor, WeatherTech.

## Logos

Logo actuel.
Logo lors du partenariat avec Mazda.

## Championnat CART/Champ Car
| Saison | Vainqueur          | Voiture             |
| ------ | ------------------ | ------------------- |
| 1983   | Teo Fabi           | Cosworth            |
| 1984   | Bobby Rahal        | Cosworth            |
| 1985   | Bobby Rahal        | Cosworth            |
| 1986   | Bobby Rahal        | Cosworth            |
| 1987   | Bobby Rahal        | Cosworth            |
| 1988   | Danny Sullivan     | Chevrolet-Ilmor     |
| 1989   | Rick Mears         | Chevrolet-Ilmor     |
| 1990   | Danny Sullivan     | Chevrolet-Ilmor     |
| 1991   | Michael Andretti   | Chevrolet-Ilmor     |
| 1992   | Michael Andretti   | Ford-Cosworth       |
| 1993   | Paul Tracy         | Chevrolet-Ilmor     |
| 1994   | Paul Tracy         | Mercedes-Benz-Ilmor |
| 1995   | Gil de Ferran      | Mercedes-Benz-Ilmor |
| 1996   | Alex Zanardi       | Honda               |
| 1997   | Jimmy Vasser       | Honda               |
| 1998   | Bryan Herta        | Ford-Cosworth       |
| 1999   | Bryan Herta        | Ford-Cosworth       |
| 2000   | Hélio Castroneves  | Honda               |
| 2001   | Max Papis          | Ford-Cosworth       |
| 2002   | Cristiano da Matta | Toyota              |
| 2003   | Patrick Carpentier | Ford-Cosworth       |
| 2004   | Patrick Carpentier | Ford-Cosworth       |

## Jeux vidéo
On retrouve la simulation de ce circuit dans chaque volet, sauf le premier, de la saga des jeux Gran Turismo et également dans Project Cars. Il se trouve également dans la série Forza Motorsport ainsi que dans d'autres jeux pour console comme Need for Speed: Shift, Shift 2 Unleashed, The Crew, The Crew 2, TOCA Race Driver 2, TOCA Race Driver 3, Asseto Corsa, Asseto Corsa EVO. Le circuit est disponible avec Race On, une extension de Race 07. Ce circuit existe par ailleurs dans le jeu de course en ligne iRacing.
Sur tablette et smartphone, il est notamment disponible dans Real Racing 3. Côté moto, il est disponible dans Tourist Trophy: The Real Riding Simulator. Enfin, on peut y goûter en Formule 1 dans Grand Prix 4 et en IndyCar avec IndyCar Racing 1 et 2 du développeur Papyrus, sortis en 1993 et 1995. Il est aussi disponible dans Project Cars sorti en 2015 et dans Race Room Racing Experience.

## Liste des accidents mortels
| Nom de la victime                     | Date de décès     | Qualité | Championnat                            | Course                                                            | Véhicule (le cas échéant) |
| ------------------------------------- | ----------------- | ------- | -------------------------------------- | ----------------------------------------------------------------- | ------------------------- |
| Sammy Weiss                           | 4 juin 1960       | Pilote  | SCCA Regional                          |                                                                   | Cooper Monaco             |
| Ed Pellegrini                         | 14 juin 1973      | Pilote  | SCCA Regional                          | Groupe 1                                                          | Austin-Healey Sprite      |
| Steven Sauter                         | 2 août 1975       | Pilote  |                                        | Course internationale de Superbike de Monterrey (75 miles novice) | Moto Superbike            |
| Jon Woo                               | 20 novembre 1982  | Pilote  | Essais privés Honda Racing Team        |                                                                   | Moto Honda Superbike      |
| Craig Hogan                           | 19 avril 1985     | Pilote  | Essais privés                          |                                                                   | Ralt RT-5                 |
| Gonzalo Rodríguez                     | 11 septembre 1999 | Pilote  | CART                                   | Grand Prix automobile de Monterey 1999                            | Lola B99/00               |
| Daniel Rivas Fenandez Bernat Martinez | 20 juillet 2015   | Pilotes | Championnat du monde de Superbike 2015 | Superstock 1000 USA                                               | Motos Superbike           |